# Cerkev sv. Andreja, Prvačina
Cerkev svetega Andreja stoji v naselju Prvačina, natančneje na robu manjše grebenaste vzpetine v starem delu naselja, med še obstoječim Dvorcem Grabiz, ki je dandanes župnišče, in le delno ohranjenim Coroninijevim dvorcem, ki je bil med 1. svetovno vojno skoraj v celoti porušen. Cerkev je sedež Župnije Prvačina.   

## Zgodovina
Cerkev v Prvačini že od vsega začetka stoji na istem mestu. Prvotna cerkev je bila zgrajena v 13. stoletju, omenja pa se komaj v letih 1319 in 1348. Od prvotne cerkve so ostali samo štirje stebrički, vzidani v zid za oltarjem, kjer se nahaja letnica 1450. 
V času turških vpadov je cerkev obdajal protiturški tabor, vendar je bila kljub temu porušena. Po domnevah naj bi bila današnja cerkev sezidana v sredini 16. stoletja, na prehodu iz 17. v 18. stoletje pa je bila močno barokizirana. Sedaj jo krasijo v večini baročne umetnine: stropne freske, ki ponazarjajo kronanje vnebovzete Device Marije, sveto Cecilijo ob portativu in svetega Avguština, krstni kamen glavni oltar s sliko svetega Andreja in kipoma svetega Cirila in Metoda ter stranska oltarja posvečena Srcu Jezusovemu in Lurški Materi Božji.

## Posebnosti cerkve

### Cerkvene orgle
Prve orgle so bile izdelane leta 1263 v Ogleju, kar je potrjeval napis ohranjen na orgelski omari »factum Aquilae 1263«. Prenovljene leta so bile leta 1793. Leta 1877 je cerkev dobila nove Potočnikove orgle, ki so štele 13 registrov. Te so bile med 1. svetovno vojno odstranjene. 
Sedanje orgle so bile postavljene leta 1927 in štejejo 9 registrov.

### Srebrna monštranca
Eden najskrivnostnejših predmetov v lasti prvačke cerkve je srebrna monštranca iz leta 1551, ki naj bi bila dar cesarja Ferdinanda I. Po ugibanjih naj bi jo cerkev iz neznanih razlogov v dar prejela po Tritedenskem koncilu leta 1563. Sedaj jo hrani Prirodoslovni muzej Slovenije.